# Tomas Gustafson
Sven Tomas Gustafson (* 28. Dezember 1959 in Katrineholm) ist ein ehemaliger schwedischer Eisschnellläufer.

## Sportlicher Werdegang
Mit 20 Jahren konnte Gustafson mit dem vierten Platz bei den Mehrkampf-Europameisterschaften 1979 einen ersten Erfolg erringen. Bei den Olympischen Spielen 1980 in Lake Placid belegte er über 1500 Meter den siebten Platz.
Im Jahr 1982 wurde er Europameister im Mehrkampf. Bei diesen Titelkämpfen stellte er über 10.000 Meter einen neuen Weltrekord auf. 1983 wurde er hinter Rolf Falk-Larssen Zweiter bei den Mehrkampf-Weltmeisterschaften. Gustafson hatte zwar die meisten Punkte erkämpft, aber Larssen hatte drei von vier Strecken gewonnen. Dies reichte ihm bei den damaligen Regeln zum Sieg. Nach den Weltmeisterschaften wurden die Regeln aufgrund dieses Ergebnisses korrigiert, so dass 1984 die Regel mit den drei Siegen abgeschafft wurde.
Bei den Olympischen Spielen 1984 in Sarajevo gewann er über 5000 Meter die Goldmedaille vor Igor Malkow. Über 10.000 Meter belegte er hinter Malkow den zweiten Platz.
1988 gewann er alle vier Strecken bei den Europameisterschaften im Mehrkampf und galt somit als Favorit für die Olympischen Spiele in Calgary. Über 5000 und 10.000 Meter konnte Gustafson seiner Favoritenrolle gerecht werden und gewann jeweils die Goldmedaille. Für diese Leistung wurde er mit der Svenska-Dagbladet-Goldmedaille geehrt und gewann den Radiosportens Jerringpris.
1992 trat er nochmals bei Olympischen Spielen an, konnte in Albertville aber lediglich den dreizehnten Platz belegen. Danach trat er vom Leistungssport zurück.
Gustafson ist mit der früheren Curlerin Elisabet Gustafson verheiratet.